# Johannes Ewald
Johannes Ewald (n. 18 noiembrie 1743 - d. 17 martie 1781) a fost un poet și dramaturg danez.
Versurile sale, de factură preromantică, sunt idilice sau au ca sursă de inspirație religia.
Teatrul său de idei, cu personaje de o forță umană neobișnuită, s-a inspirat din legendele nordice.

## Opera
- 1770: Rolf Krage;
- 1773: Moartea lui Balder ("Balders Død");
- 1775: Fericirea lui Rungsted ("Rungsteds lyksaligheder");
- 1779: Pescarii ("Fiskerne"), dramă din al cărei text s-a extras imnul național danez, Kong Kristian
- 1779: Penitentul sufletului ("Til sjelen");
- 1804: Viață și opinii ("Levned og meninger").